# Fareed Zakaria
Fareed Rafiq Zakaria (* 20. ledna 1964, Bombaj, Indie) je americký spisovatel a žurnalista indického původu. Vystudoval universitu v Yale. Poté přestoupil na Harvard, kde mu byl udělen doktorát z mezinárodních vztahů. Dlouhou dobu působil v magazínu Newsweek, v srpnu 2010 ohlásil přechod ke konkurenčnímu časopisu Time. Na stanici CNN uvádí talk show Fareed Zakaria GPS, v níž se zabývá převážně mezinárodní politikou.
Je autorem slavné politologické knihy Budoucnost svobody (The Future of Freedom - někdy se uvádí i jako The Future of Liberty), kterou do češtiny přeložil Jaroslav Veis. Jeho zatím poslední knihou je Deset lekcí pro postpandemický svět (Ten Lessons for a Post-Pandemic World), která v Česku vyšla v roce 2021.
Jeho vybrané články vychází každý týden v českém překladu v časopisu Respekt.

## Dílo (výběr)

### Česky
- Postamerický svět. Academia, 2010. ISBN 978-80-200-1852-6
- Budoucnost svobody. Academia, 2004. ISBN 80-200-1285-0
- Obrana liberálního vzdělání 2017, Academia, ISBN 978-80-200-2717-7
- Deset lekcí pro postpandemický svět, Prostor, 2021, ISBN 978-80-7260-489-0[1]
- Věk revolucí: Proměny světa od 17. století do současnosti. [s.l.]: Prostor, 2024. 392 s. ISBN 978-80-7260-617-7.[2]